# Ювелирное искусство Туркменистана

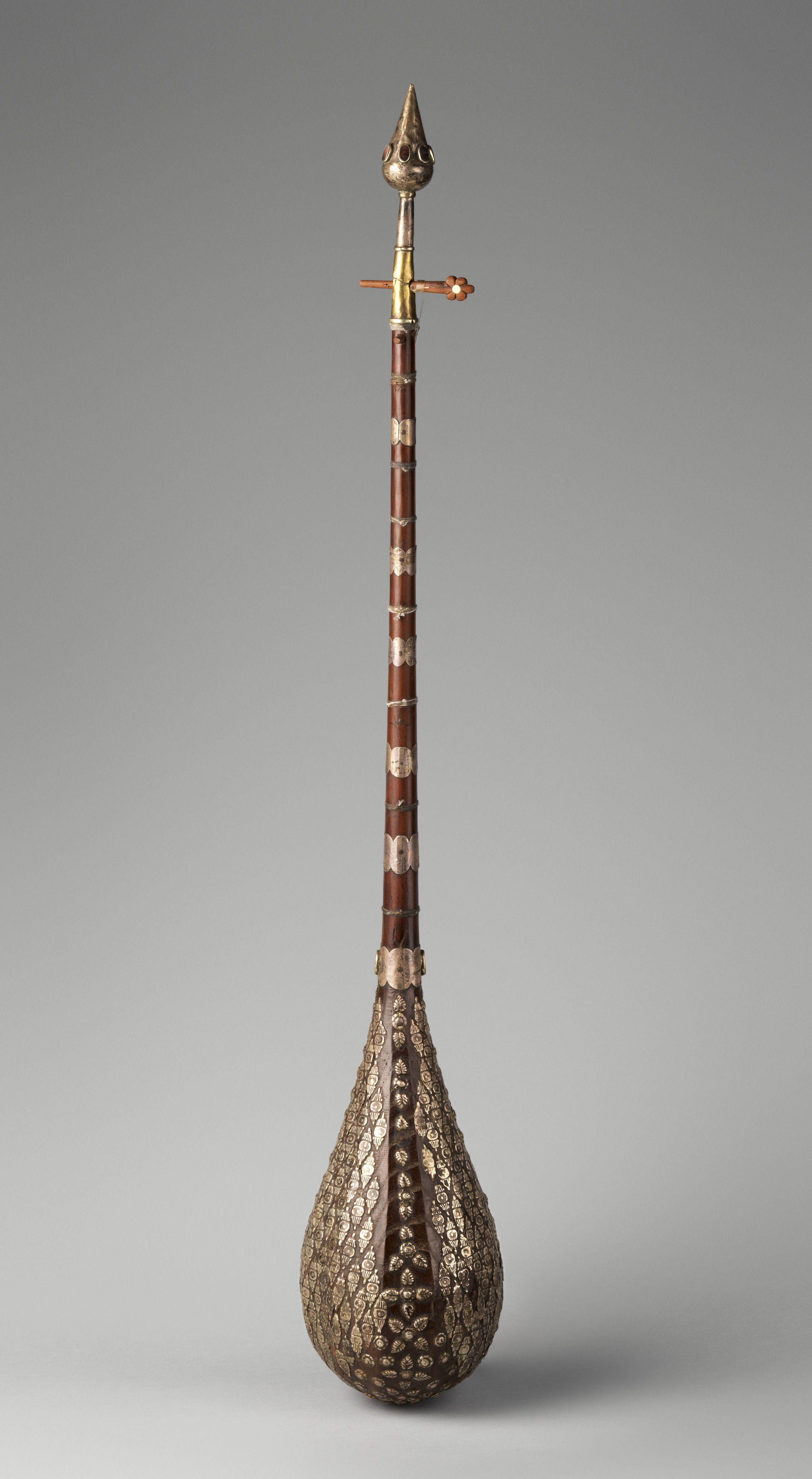
Туркменская лютня с позолотой и сердоликами

Туркменское ювелирное искусство ведёт свое начало от различных туркменских поселений в Передней и Центральной Азии. Ювелирные изделия создавались как в качестве украшений, так и в качестве предметов, связанных с духовностью и религиозными обрядами; количество ювелирных украшений, которые надевал на себя человек, напрямую соотносилось с его положением и статусом в обществе.

## История
Различные туркменские племена вели полукочевой образ жизни и часто вступали в контакт с жителями городов и населённых пунктов на Ближнем Востоке. Благодаря этому туркменские мастера ювелирного дела получали новые знания о ремесле и далее распространяли их среди своего народа. Туркменские ювелирные изделия не являются однородными, поскольку ремесленники разных туркменских племен создавали вещи в различных стилях и существенно отличались друг от друга. Наиболее распространены были наборы ювелирных украшений из серебра с драгоценными камнями. Считалось, что серебряные украшения прогоняли зло и болезни; их носили мужчины, женщины и в особенности дети. В туркменских племенах полагали, что драгоценные камни полезны для здоровья человека, и люди считали, что драгоценности обладают магической силой. Считалось, что различные драгоценные камни по-разному влияли на их владельцев. Сердолики и серебро носили для защиты от смерти и болезней, а бирюзу — как символ чистоты. Сюжеты, изображавшиеся на ювелирных изделиях, были разнообразными: животные, растения и цветочные узоры, священные для туркменского народа горы (У каждого туркменского племени была своя священная в их регионе проживания гора, и только представители этого племени могли подняться на её вершину.), а также геометрические орнаменты.
Ювелирные изделия также служили индикатором, определявшим положение человека в туркменском обществе. Согласно искусствоведу Лейле Диба, ювелирные изделия носили представители всех слоёв туркменского общества, от ханов до людей, обладавших только «прожиточным минимумом». Ювелирные изделия требовали значительных финансовых вложений, поскольку они изготавливались вручную из драгоценных материалов. Известны случаи, когда во время острой нужды женщина продавала свои украшения, чтобы помочь выживанию всего племени. Считалось, что, нося ювелирные украшения с драгоценными камнями с ранних лет жизни девушка может увеличить свою фертильность; после родов и с возрастом женщина постепенно уменьшала количество надетых на себя украшений. Одежда также специально создавалась с орнаментами, дополнявшими стиль ювелирных украшений владельца.
В настоящее время туркменское ювелирное дело продолжает развиваться. Из-за высокой стоимости драгоценных металлов и камней, некоторые современные мастера используют в своих работах заменители камней из стекла.

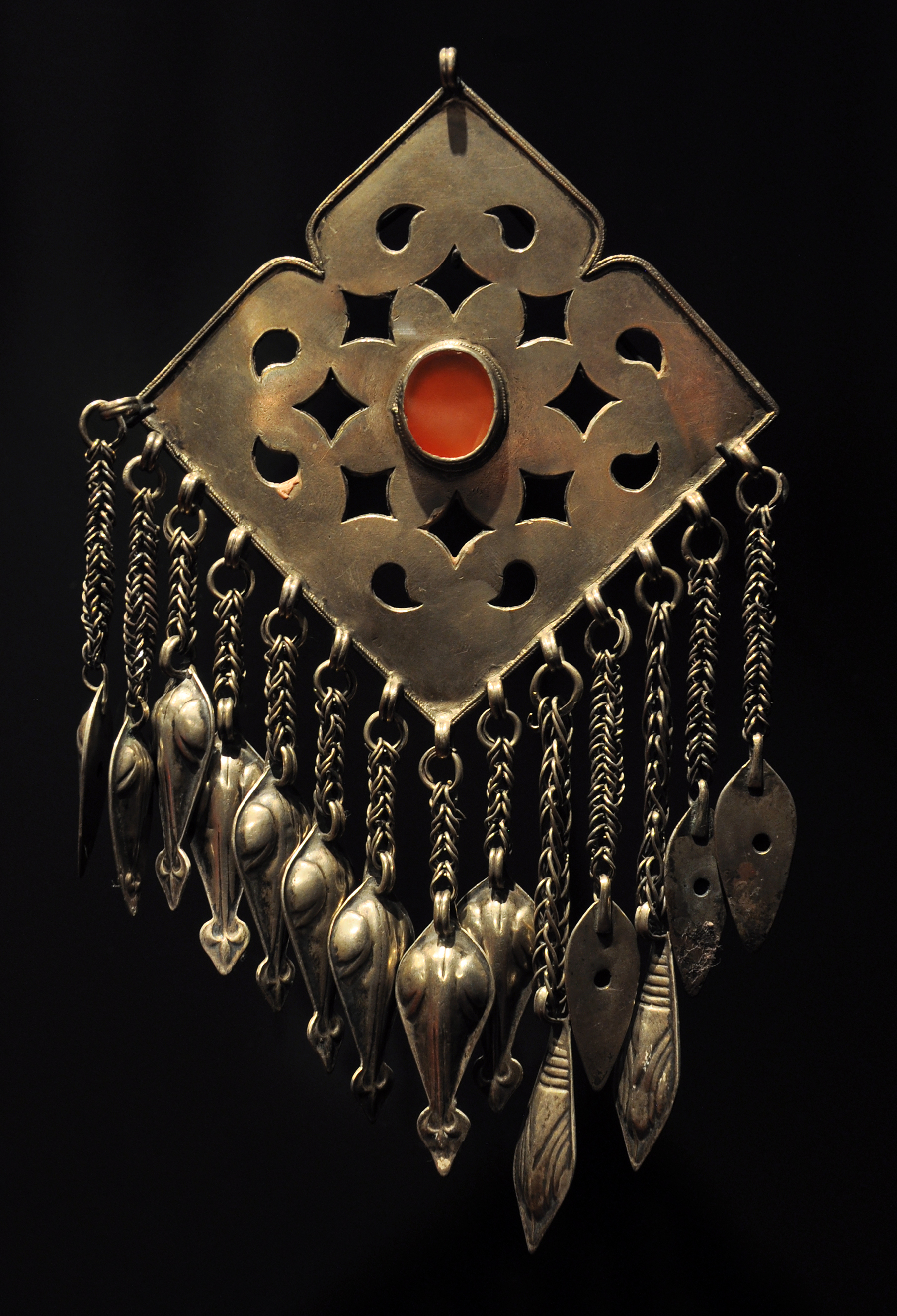
Женское ювелирное украшение с сердоликом.
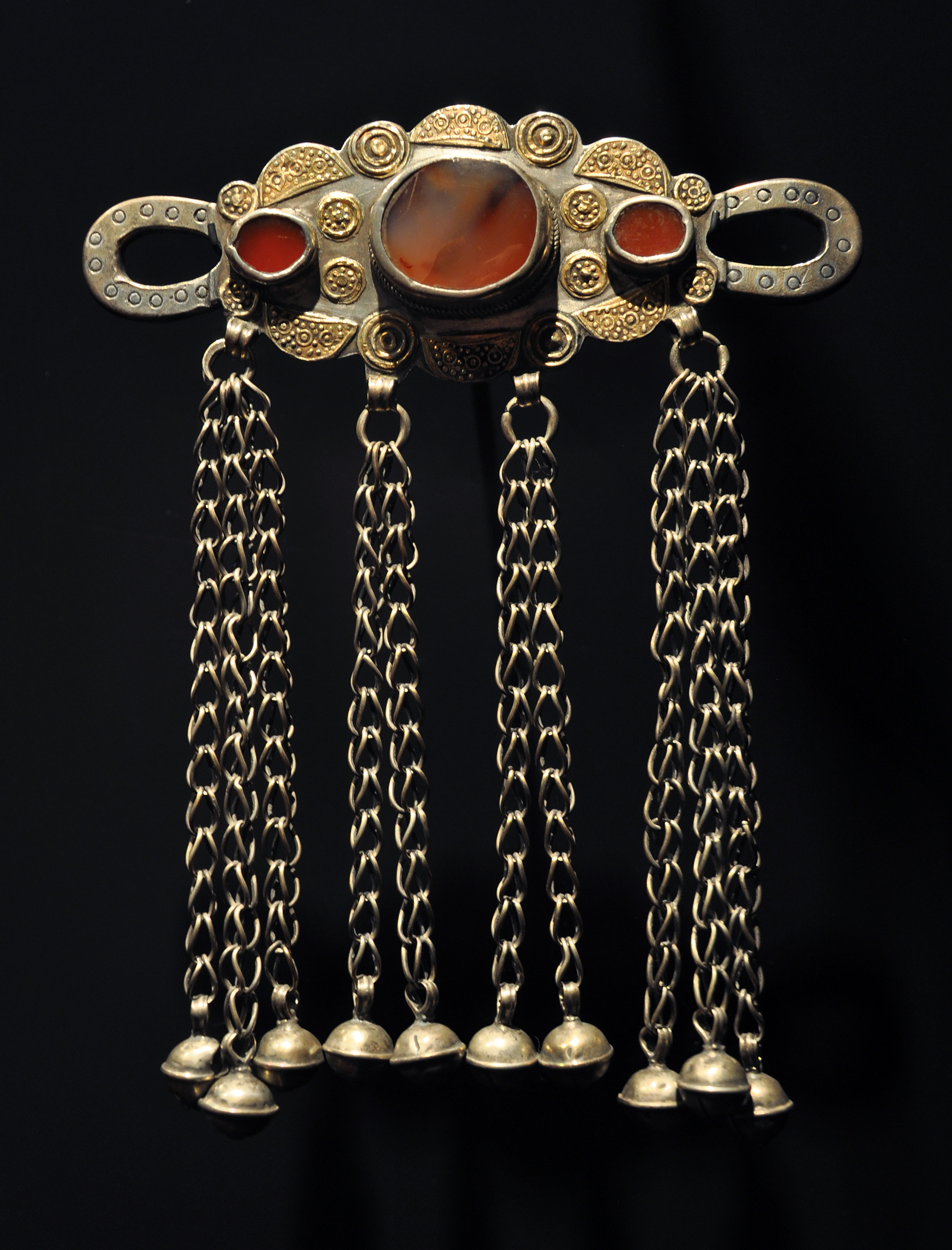
Женское ювелирное украшение из серебра, золота и сердоликов.
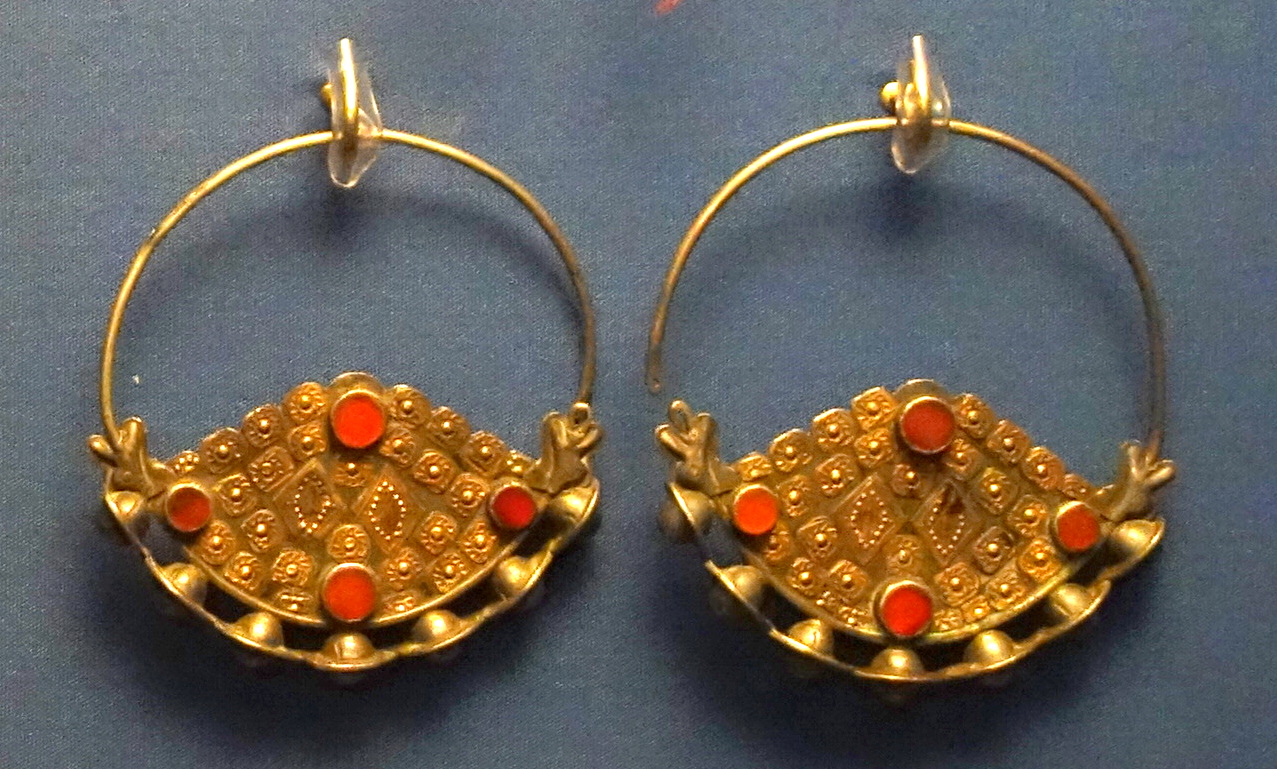
Серьги из позолоченного серебра с сердоликами.
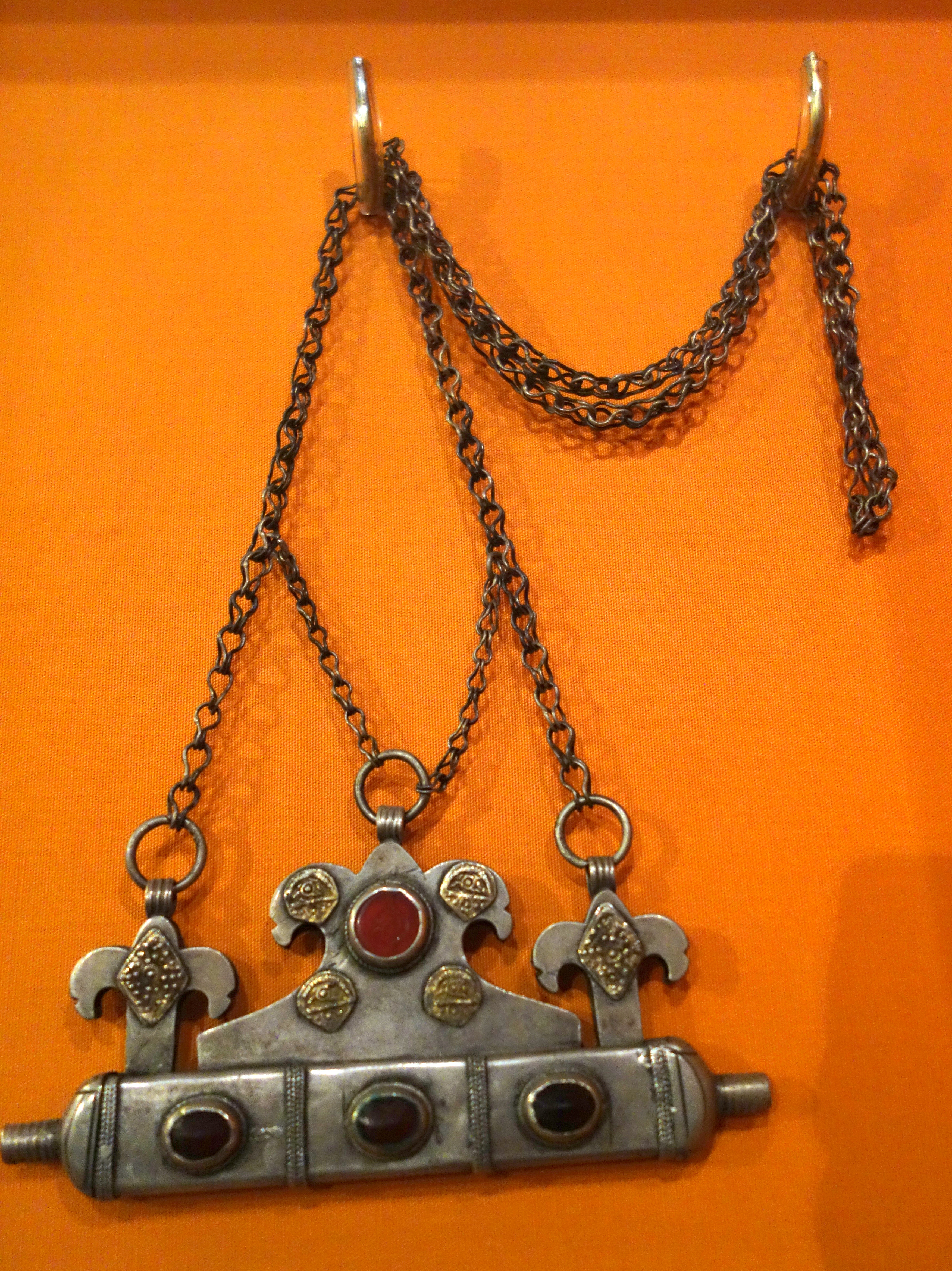
Ювелирное украшение, начало XX века.